# Карпинский апостол
Карпинский апостол — среднеболгарская пергаментная рукопись на кириллице начала XIV века. Она переплетена вместе с Карпинским Евангелием, но переписана другой рукой. Представляет собой полный изборный апостол, то есть содержит текст Деяний и Посланий Апостолов, предназначенный для литургического использования. Согласно заметке, добавленной в XV или XVI веке на ее последнем листе (стр. 302а), она была подарена Карпинскому монастырю. Здесь ее в 1868 году нашел Александр Гильфердинг, который привез ее в Россию. Сейчас она находится в Москве, в Государственном Историческом музее (ГИМ), собрание Хлудова, № 28, лл. 169—301.